# Parque nacional Lago de Camécuaro
El Parque Nacional Lago de Camécuaro se ubica en la ciudad de Tangancícuaro de Arista en el estado de Michoacán. El parque consta de 9,65 hectáreas de área protegida incluyendo el lago Camécuaro el cual se abastece por una serie de manantiales naturales. El lago es popular debido a su agua cristalina y la hermosa vegetación que rodea el lago. Aunque el lago es relativamente pequeño, muchos fotógrafos de todo México viene a tomar fotografías profesionales que capturan las vistas pintorescas del parque.

## Toponimia
Camécuaro deriva del idioma nativo purépecha que significa ‘Lugar de baño’[cita requerida]. De acuerdo con Eduardo Ruiz, el topónimo derivaría más bien de la palabra huacamécuaro (de origen también purépecha) y cuyo significado es ‘lugar donde se cae a un estanque profundo’. El fray Juan Bautista Lagunas sugirió que el vocablo se conforma por la unión de las palabras cameni- ‘amargo’, -kua- ‘oculto’ y -ro ‘lugar’: ‘lugar de la amargura oculta’.

## Geografía
El Parque Nacional Lago de Camécuaro está situado al norte de la Ciudad de Tangancícuaro de Arista, en las afueras de la ciudad. El parque se encuentra a 14 km de la Ciudad de Zamora de Hidalgo, a 186 km de Guadalajara y a 136 km de Morelia, la capital del estado. El lago en sí tiene un área superficial de aproximadamente 1,6 hectáreas y tiene una profundidad máxima de 6 metros. El lago se abastece con agua de numerosos manantiales ligeramente más al sur del lago. El lago Camécuaro se vacía entonces a una lenta tasa en el río Duero el cual es un importante afluente del río Lerma.
El parque forma parte de una gran llanura aluvial rodeada por montañas con una orientación noreste-sudeste. La topografía del parque es plana con pendientes no superiores al 5 %. El parque se encuentra a 1700 m sobre el nivel del mar. Durante el Cenozoico el área era un terreno inundable del río Duero el cual depositaba grandes cantidades de basalto, brecha, toba calcárea, toba, andesita y riolita. La roca basáltica dominante encontrada en el área da al suelo una rica fuente de: calcio, magnesio, hierro, potasio y sodio. Los suelos en el parque y las áreas circundantes son ricos y fértiles haciendo la región perfecta para la agricultura. El suelo en el área está clasificado como vertisol pélico con significativas cantidades de cromato; el suelo es de textura fina con una capa rocosa que contiene rocas más pequeñas de 7,5 cm³.

## Historia
El parque fue declarado un parque nacional por el presidente Lázaro Cárdenas del Río el 18 de junio de 1940 en un esfuerzo para conservar la flora y la fauna encontrada allí. El decreto presidencial fue firmado más tarde en ley el 18 de julio de 1940.

## Biodiversidad
De acuerdo al Sistema Nacional de Información sobre Biodiversidad de la Comisión Nacional para el Conocimiento y Uso de la Biodiversidad (CONABIO) en el Parque Nacional Lago de Camécuaro habitan más de 140 especies de plantas y animales de las cuales 7 se encuentra dentro de alguna categoría de riesgo de la Norma Oficial Mexicana NOM-059 y 4 son exóticas.

## Problemáticas
El lago de Camécuaro ha sido contaminado por aguas negras vertidas por parte de las poblaciones aledañas.

## Clima
El parque tiene un clima subtropical húmedo (Cwa) con una temperatura anual media de 18,5 °C. El mes más caluroso es mayo con una temperatura media de 23,3 °C, y el mes más fresco es diciembre con una temperatura media de 14,7 °C. El parque tiene una precipitación anual media de unos 900,6 mm que en su mayoría cae durante el verano.
| Parámetros climáticos promedio de Zamora de Hidalgo, Michoacán | Parámetros climáticos promedio de Zamora de Hidalgo, Michoacán | Parámetros climáticos promedio de Zamora de Hidalgo, Michoacán | Parámetros climáticos promedio de Zamora de Hidalgo, Michoacán | Parámetros climáticos promedio de Zamora de Hidalgo, Michoacán | Parámetros climáticos promedio de Zamora de Hidalgo, Michoacán | Parámetros climáticos promedio de Zamora de Hidalgo, Michoacán | Parámetros climáticos promedio de Zamora de Hidalgo, Michoacán | Parámetros climáticos promedio de Zamora de Hidalgo, Michoacán | Parámetros climáticos promedio de Zamora de Hidalgo, Michoacán | Parámetros climáticos promedio de Zamora de Hidalgo, Michoacán | Parámetros climáticos promedio de Zamora de Hidalgo, Michoacán | Parámetros climáticos promedio de Zamora de Hidalgo, Michoacán | Parámetros climáticos promedio de Zamora de Hidalgo, Michoacán |
| Mes                                                            | Ene.                                                           | Feb.                                                           | Mar.                                                           | Abr.                                                           | May.                                                           | Jun.                                                           | Jul.                                                           | Ago.                                                           | Sep.                                                           | Oct.                                                           | Nov.                                                           | Dic.                                                           | Anual                                                          |
| -------------------------------------------------------------- | -------------------------------------------------------------- | -------------------------------------------------------------- | -------------------------------------------------------------- | -------------------------------------------------------------- | -------------------------------------------------------------- | -------------------------------------------------------------- | -------------------------------------------------------------- | -------------------------------------------------------------- | -------------------------------------------------------------- | -------------------------------------------------------------- | -------------------------------------------------------------- | -------------------------------------------------------------- | -------------------------------------------------------------- |
| Temp. máx. media (°C)                                          | 25                                                             | 26                                                             | 29                                                             | 31                                                             | 32                                                             | 30                                                             | 27                                                             | 27                                                             | 27                                                             | 27                                                             | 27                                                             | 25                                                             | 27                                                             |
| Temp. mín. media (°C)                                          | 8                                                              | 9                                                              | 11                                                             | 13                                                             | 16                                                             | 17                                                             | 16                                                             | 16                                                             | 16                                                             | 14                                                             | 11                                                             | 8                                                              | 12                                                             |
| Precipitación total (cm)                                       | 4,7                                                            | 1,6                                                            | 1,1                                                            | 1,9                                                            | 8,4                                                            | 34,5                                                           | 60,6                                                           | 66,3                                                           | 53,5                                                           | 14,4                                                           | 3,4                                                            | 1,3                                                            | 251,2                                                          |
| Fuente: CONAGUA                                                |                                                                |                                                                |                                                                |                                                                |                                                                |                                                                |                                                                |                                                                |                                                                |                                                                |                                                                |                                                                |                                                                |